# HistoriCar
HistoriCar ist eine Oldtimerveranstaltung in Duisburg. Die Veranstaltung fand von 2005 bis 2015 jährlich statt. Seit 2018, nach zwei Jahren Pause, läuft die Veranstaltung unter dem Namen Motorworld HistoriCar weiter. Veranstaltungsort ist eine 35.000 m2 große Fläche im Landschaftsparks Duisburg-Nord sowie die zusätzlich 7.000 m2 große Halle der Kraftzentrale des ehemaligen Stahlwerks.

## Themen
Die Veranstaltung verläuft jährlich unter verschiedenen Themen. Im ersten Jahr, 2005, standen LKWs der Wirtschaftswunderzeit sowie die Geschichte des im Jahr 1982 in Insolvenz gegangenen Motorradherstellers Kreidler. Darüber hinaus wurden Rennfilme der 1950er bis 1970er Jahre vorgeführt. Das Highlight der HistoriCar 2006 war eine komplette Sammlung von Fahrzeugen des britischen Sportwagenherstellers AC Cobra. Im Jahr 2009 lief die Veranstaltung unter dem Motto „Oldtimer meets Hot Rod“. Oldtimer wurden optisch demnach entsprechend wie Hot Rods modifiziert. 2010 wurde das originale Filmauto aus dem Film Chitty Chitty Bang Bang präsentiert und stand somit im Mittelpunkt der HistoriCar.

## Zahlen und Fakten
Bei der ersten Veranstaltung im Jahr 2005 wurden etwa 250 Oldtimer ausgestellt. In den Jahren 2006 und 2007 wurden je 350 Oldtimer gezählt. Auf der HistoriCar 2009 gab es erneut 300 ausgestellte historische Fahrzeuge. 2010 gab es 300 Aussteller, 2011 stieg die Anzahl auf rund 3.000.